# Yarinaoshi Reijō wa Ryūtei Heika o Kōryaku-chū
Yarinaoshi Reijō wa Ryūtei Heika o Kōryaku-chū (やり直し令嬢は竜帝陛下を攻略中) ist eine Romanreihe von Sarasa Nagase, die in den GenresFantasy, Romantik und Sword and Sorcery zu verorten ist. Die Geschichte folgt Jill Cervel, die ursprüngliche Verlobte von Prinz Gerard. Nachdem sie seinem Geheimnis auf die Schliche kommt, wird sie von eben jenen eines Verbrechens beschuldigt und getötet. In ihren letzten Momenten denkt sie über ihre getroffenen Entscheidungen nach und bereut diese. Doch anstatt zu sterben findet sie sich in der Vergangenheit wieder mit dem Wissen über ihre Zukunft.
Gestartet wurde die Geschichte am 2. November 2019 auf der Online-Plattform Shōsetsuka ni Narō als Fortsetzungswerk und brachte bis Ende November 2024 402 Kapitel hervor. Der japanische Verleger Kadokawa Shoten sicherte sich die Rechte an einer physischen Veröffentlichung, sodass das Werk seit März 2020 als Romanreihe realisiert wird. Im Juli gleichen Jahres startete ein Ableger als Manga beim gleichen Verlag. Im Jahr 2023 wurde die Produktion einer Anime-Fernsehserie angekündigt, die im Jahr 2024 im japanischen Fernsehen anlief und international unter dem Titel The Do-Over Damsel Conquers the Dragon Emperor gezeigt wird. 

## Handlung
Als Jill Cervel, die Verlobte von Prinz Gerard von Kratos, herausfindet, dass ihr Verlobter eine inzestuöse Beziehung zu seiner jüngeren Schwester führt, wird diese bezichtigt, versucht zu haben, die Prinzessin zu ermorden. Aufgrund dessen wird sie von Gerard zum Tode verurteilt und getötet. In ihren letzten Momenten vor ihrem Tod denkt sie über ihre im Leben getroffenen Entscheidungen nach und beginnt diese zu bereuen. So war sie lediglich eine Schachfigur in Prinz Gerards Scharade, da Jill und die Prinzessin sich äußerlich sehr ähneln.
Doch anstatt zu sterben wacht sie in der Vergangenheit, kurz vor ihrem ersten Aufeinandertreffen mit Prinz Gerard, auf. Da sie ihrer Erinnerungen behalten hat und weiß, welches Schicksal ihr droht, beschließt sie, dem Prinzen aus dem Weg gehen zu wollen und ihren baldigen Tod abzuwenden. Doch während der Abendgesellschaft auf der ihre Familie eingeladen ist, bemerkt der Prinz Jill und versucht ihr näher zu kommen. Als er ihr einen Heiratsantrag macht, lehnt Jill diesen ab mit der Begründung jemand anderen zu lieben und deutet dabei nichtsahnend auf die Person hinter ihr. Diese stellt sich als Hadis Teos Rave vor, der Drachenkaiser des Imperiums Rave.
Dieser ist überschwänglich vor Glück und nimmt Jill mit in sein Kaiserreich. In Beilburg, einer Hafenstadt im Imperium Rave angekommen, kommt es jedoch bald zu einem Komplott des dort regierenden Marquis. Dieser kann vereitelt werden, doch die Einwohner der Stadt sind wütend auf die Entscheidung Raves, alle Frauen sicherheitshalber wegsperren zu lassen. Es stellt sich heraus, dass die Göttin der Liebe, die in Kratos verehrt wird, mit aller Macht versucht, Hadis bzw. den Drachenkaiser für sich zu gewinnen. Dabei schreckt diese auch nicht davor zurück, potenzielle Nebenbuhlerinnen zu töten und dies dem Drachenkaiser in die Schuhe zu schieben. Dieser gilt aufgrund vergangener Todesfälle als verflucht und wird deswegen von einem überwiegenden Teil der Gesellschaft und der eigenen Familie verstoßen.

## Medien

### Webroman und Romanreihe
Sarasa Nagase startete die Geschichte am 2. November 2019 als Fortsetzungsroman auf der Onlinepublishing-Plattform Shōsetsuka ni Narō und verfasste dort bis Ende November 2024 402 Kapitel.
Der japanische Verlag Kadokawa Shoten sicherte sich die Lizenz für eine physische Herausgabe des Werkes und veröffentlichte den Roman am 1. März 2020. Die in den Romanen dargestellten Illustrationen stammen von Mitsuya Fuji.
Im Dezember 2022 kündigte der Verleger Cross Infite World die Lizenzierung der Romane für eine englischsprachige Lokalisierung an.
| Band  | Japanisch        | Japanisch               |
| Band  | Veröffentlichung | ISBN                    |
| ----- | ---------------- | ----------------------- |
| 01    | 1. März 2020     | ISBN 978-4-04-108963-7. |
| 02    | 1. Okt. 2020     | ISBN 978-4-04-109848-6. |
| 03    | 27. Feb. 2021    | ISBN 978-4-04-111135-2. |
| 04    | 1. Apr. 2022     | ISBN 978-4-04-112323-2. |
| 05    | 30. Sep. 2022    | ISBN 978-4-04-112996-8. |
| 06    | 28. Apr. 2023    | ISBN 978-4-04-113651-5. |
| 0KG b | 1. Feb. 2024     | ISBN 978-4-04-114576-0. |
| 07    | 1. Okt. 2024     | ISBN 978-4-04-115079-5. |

### Manga
Am 27. Juli 2020 wurde das erste Kapitel der Mangaserie mit Zeichnungen von Anko Yuzu im Mangamagazin Comp Ace des Verlages Kadokawa Shoten abgedruckt. Der erste Band im Tankōbon-Format erschien in Japan am 26. Oktober des gleichen Jahres. Bis November 2024 wurden sieben Bände der Mangareihe in Japan herausgegeben.
Im Februar 2023 gab der US-amerikanische Verlag Yen Press an, die Serie für eine englischsprachige Veröffentlichung lizenziert zu haben. Der Manga wurde zudem in französischer, thailändischer und chinesischer Sprache übersetzt.
| Band | Japanisch        | Japanisch               |
| Band | Veröffentlichung | ISBN                    |
| ---- | ---------------- | ----------------------- |
| 01   | 26. Okt. 2020    | ISBN 978-4-04-110814-7. |
| 02   | 26. Aug. 2021    | ISBN 978-4-04-111671-5. |
| 03   | 26. März 2022    | ISBN 978-4-04-111800-9. |
| 04   | 26. Dez. 2022    | ISBN 978-4-04-113250-0. |
| 05   | 25. Juli 2023    | ISBN 978-4-04-113897-7. |
| 06   | 26. Jan. 2024    | ISBN 978-4-04-113899-1. |
| 07   | 25. Juli 2024    | ISBN 978-4-04-115220-1. |
| 08   | 26. Dez. 2024    | ISBN 978-4-04-115599-8. |

### Hörspiel
Im Juni 2022 veröffentlichte Mimicle ein Hörspiel basierend auf den Romanen. In den Hauptrollen sind Azumi Waki als Jill Cervel und Takuya Satō als Hadis Teos Rave zu hören.

### Anime-Produktion
Im April 2023 wurde die Produktion eines Anime basierend auf den Romanen von Sarasa Nagase angekündigt, ohne weitere Details zu nennen. Im September gleichen Jahres wurde ergänzt, dass es sich dabei um eine Fernsehserie handelt, die unter der Regie von Kentarō Suzuki im Animationsstudio J.C.Staff entsteht. Das Drehbuch wurde von Atsuo Ishino geschrieben, während sich Sana Komatsu für das Charakterdesign verantwortlich zeigte.
Die Vorspannsequenz ist mit dem Lied Awaku Kasuka der japanischen Band sajou no hana unterlegt, während das Stück Gradation der Dōjin-Sängerin Hanatan als musikalischer Abspann genutzt wurde. Die Serie startete am 9. Oktober 2024 im japanischen Fernsehen. Auf internationaler Ebene zeigt Crunchyroll die Animeserie unter dem Titel The Do-Over Damsel Conquers the Dragon Emperor im Originalton mit Untertiteln, darunter auch mit deutscher und englischsprachiger Untertitelung.

## Synchronisation
| Rolle           | Japanische Stimme (Seiyū) |
| --------------- | ------------------------- |
| Jill Cervel     | Shū Uchida                |
| Hadis Teos Rave | Kikunosuke Toya           |
| Rave            | Shiori Izawa              |
| Sphere          | Yuka Nukui                |
| Faris           | Ayumi Mano                |
| Gerard          | Shun’ichi Toki            |
| Camilla         | Mari Hino                 |
| Zeke            | Tatsumaru Tachibana       |
| Elincia         | Kaori Nazuka              |
| Listeard        | Makoto Furukawa           |

## Rezeption
Im Rahmen der Kolumne Anime Preview Guide der Nachrichtenplattform Anime News Network wurde die Pilotfolge der Anime-Fernsehserie von mehreren Redakteuren besprochen und überwiegend negativ bewertet.
So vergab Richard Eisenbeis der ersten Folge von einem möglichen Stern, während Caitlin Moore eine Bewertung gar verweigerte. Eisenbeis schrieb, dass die Pilotfolge alleine von der dargebotenen Ausgangslage locker dreieinhalb Sterne verdient hätte, der Aspekt des Altersunterschiedes von neun Jahren zwischen der Protagonistin Jill und ihrem neuen Verlobten Hadis ihn aber dazu verleitet habe, die schlechtmöglichste Bewertung auszusprechen. Auch Moore kritisierte den Altersunterschied der beiden Hauptprotagonisten, vor allem aber das Alter von Jill. Caitlin Moore, die die zweitschlechteste Wertung vergab, kritisierte neben der potenziell dargestellten pädophilen Beziehung zwischen Jill und Hadis, auch das inzestuöse Verhältnis zwischen Prinz Gerard und dessen Schwester Faris. Moore schrieb, dass die Umstände schade seien, da Jill eine starke Heldin darstelle und ihre Geschichte in 7th Time Loop wohl funktioniert hätte. Einzig James Beckett bewertete die erste Folge in einem positiven Licht. Er zeige zwar Verständnis, falls der Altersunterschied Zuschauer abschrecke, jedoch sei die Prämisse so komödiantisch dargestellt, dass man schwerlich von der Prämisse angewidert sein könne.